# Keltské národy

Šest keltských národů zastoupených v Keltské lize:
Irsko
Skotsko
Man
Wales
Cornwall
Bretaň

Keltské národy je označení pro moderní etnická společenství (a jejich území) v západní Evropě, která užívají keltské jazyky a mají (resp. oživují) keltské kulturní rysy v umění, tanci, hudbě a literatuře. Šest oblastí uznávaných za keltské národy jsou:
- Bretaň (bretonsky Breizh)
- Cornwall (kornicky Kernow)
- Irsko (irsky Éire)
- Man (mansky Mannin)
- Skotsko (gaelsky Alba)
- Wales (velšsky Cymru)

Každý z těchto regionů do určité míry používá nějaký keltský jazyk. (Nicméně, manština a korničtina byly ve 20. století již v podstatě vymřelé a tak musely být skupinami nadšenců znovu oživeny.) Společné jim je také nacionálně podbarvené politicko-kulturně-jazykové úsilí o větší míru autonomie až samostatnosti na svých mateřských státech – s výjimkou Irska nemá žádný z těch národů svůj plně samostatný stát; navíc, Cornwall je přímou součástí Anglie a Bretaň je v rámci Francie rozdělena mezi dva správní celky – a také mnohdy až do absurdit dovedené projevy tzv. keltského obrození (Celtic Revival). Keltské národy se též hlásí ke společné historii, i když ta byla už od raného středověku v každém z vyjmenovaných regionů velmi rozdílná.
Kromě těchto šesti národů existují oblasti v severozápadním Španělsku a Portugalsku – zejména Galicie, dále Asturie a Kantábrie (Španělsko) či Alto Minho, Alto Trás-os-Montes a Douro (Portugalsko) – které jsou díky svým příbuzným kulturním tradicím nezřídka také označovány jako keltské (a samy se ke svým keltským kořenům hlásí), ovšem na rozdíl od „tradičních“ keltských národů se již v žádné z těchto zemí a regionů nedochovalo používání keltských jazyků do dnešních dnů. Před expanzí Římské republiky a germánských kmenů však byla značná část Evropy keltská, včetně např. území Čech.